# 高安 (正統乙丑進士)
高安（1420年—？），字子寧，直隸廣平府威縣人，民籍。明朝政治人物。進士出身。

## 生平
順天鄉試第二十二名。正統十年（1445年）乙丑科會試第一百三十六名，殿試登進士第三甲第八十七名。

## 家族
曾祖高文禮。祖父高勤。父亲高清，曾任本縣醫學訓科。